# Aleksander Wiza
Aleksander Wiza (ur. 1914 w Elżbiecinie, zm. 1983) – polski działacz partyjny i państwowy, milicjant i wojskowy, w latach 1980–1983 przewodniczący Prezydium Wojewódzkiej Rady Narodowej w Pile. Komendant Powiatowy Milicji Obywatelskiej w powiecie trzcianeckim. 

## Życiorys
W 1934 skończył seminarium nauczycielskie w Czarnkowie, później praktykował w szkole w Lubaszu. Od 1936 służył w Wojsku Polskim (w ramach 67 Pułku Piechoty i 63 Pułku Piechoty), doszedł do stopnia podchorążego. Później do 1939 był nauczycielem na Kresach Wschodnich, a według własnych zapewnień od sierpnia do września 1939 działał w Korpusie Ochrony Pogranicza. Po wkroczeniu Niemców do Polski pracował jako kolejarz w Stołpcach, w 1944 wraz z rodziną trafił do Czarnkowa. Od 1945 do 1948 służył w Milicji Obywatelskiej w stopniu podporucznika, od 1946 do 1947 był jej komendantem w Trzciance. Później przez wiele lat związany z Przedsiębiorstwem Napraw Taboru Leśnego, gdzie był dyrektorem. Został założycielem spółdzielni mieszkaniowej w Trzciance, przyczynił się też m.in. do powstania w tym mieście przedszkola i przychodni lekarskiej.
W 1946 wstąpił do Polskiej Partii Robotniczej i następnie do Polskiej Zjednoczonej Partii Robotniczej, należał do Komitetów Miejskiego, Powiatowego i Wojewódzkiego PZPR. Zasiadał w Powiatowej Radzie Narodowej, w latach 70. przewodniczył Wojewódzkiemu Komitetowi Frontu Jedności Narodu. Zasiadał w Wojewódzkiej Radzie Narodowej w Pile. W 1980 objął fotel przewodniczącego jej Prezydium, zajmował to stanowisko do swojej śmierci.

## Odznaczenia i upamiętnienie
Odznaczony Srebrnym Krzyżem Zasługi (1952) i Medalem 10-lecia Polski Ludowej (1955).
Jego imieniem było nazwane rondo w Trzciance, a także zakłady przemysłowe, których był dyrektorem. W ramach ustawy dekomunizacyjnej nazwa ronda została w 2019 zmieniona na Józefa Piłsudskiego (następnie na Rondo Wolności), co wzbudziło protesty mieszkańców oraz skargę rady miasta do Wojewódzkiego Sądu Administracyjnego. Skarga ta została odrzucona w 2020.